# Knospe

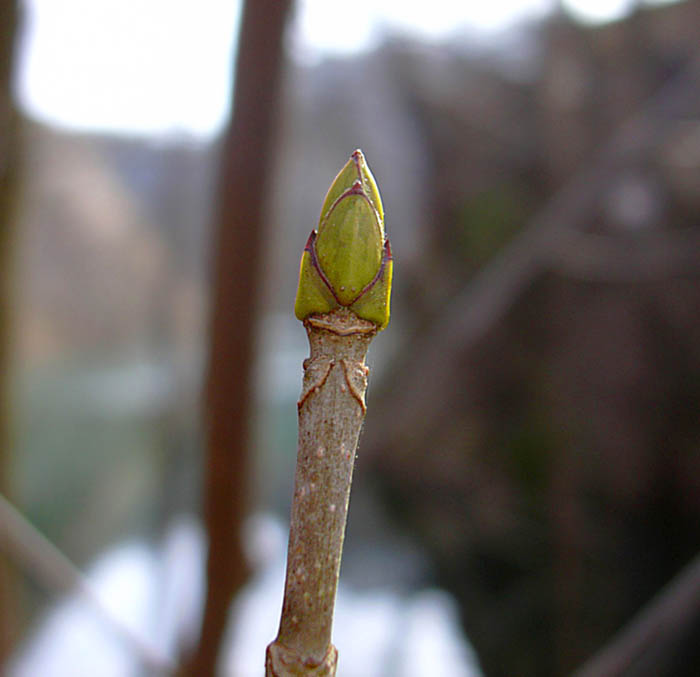
Baumknospe (Berg-Ahorn)

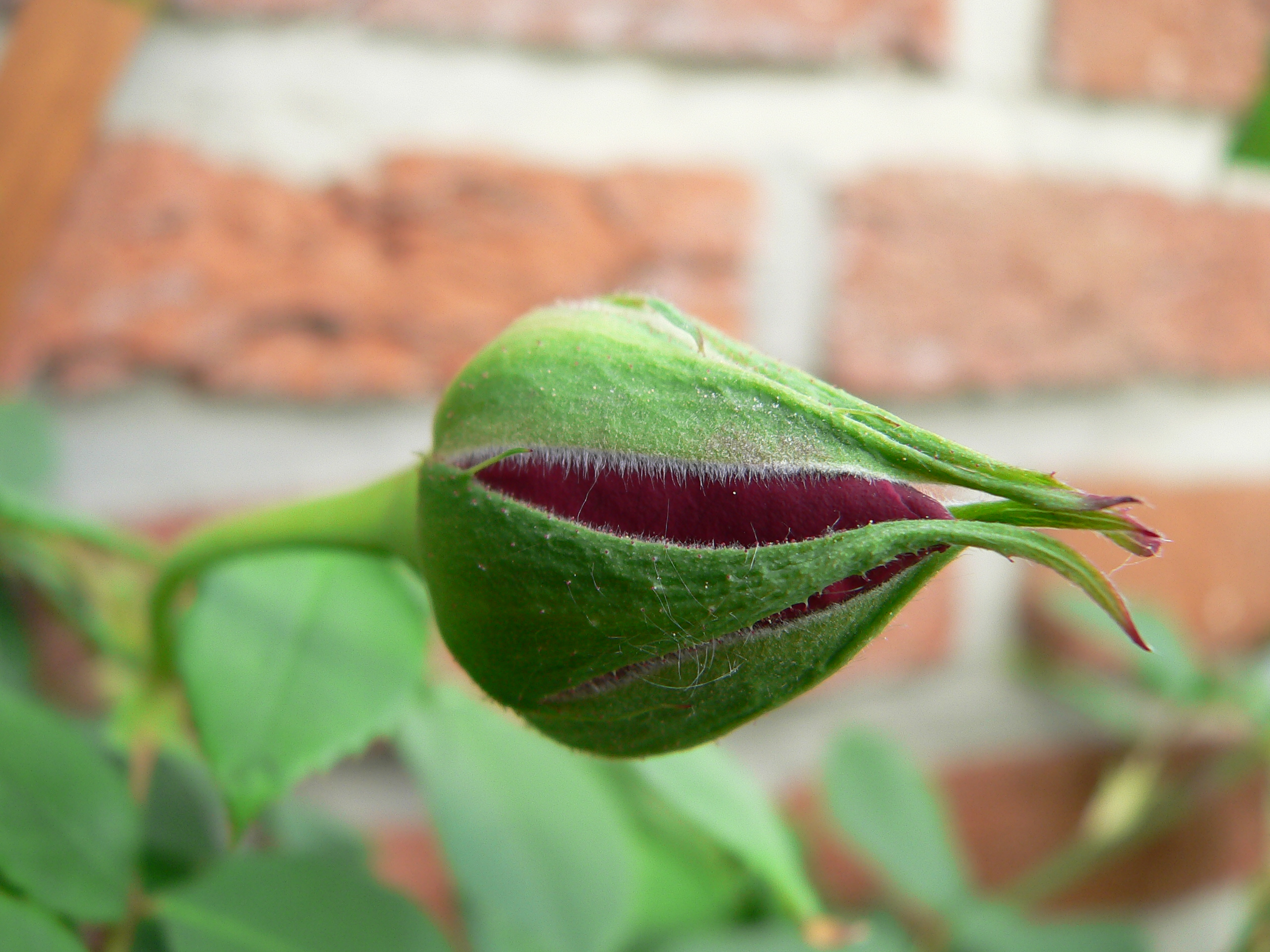
Rosenknospe kurz nach der Öffnung

In der Botanik ist Knospe (genannt auch Auge, lateinisch oculus, und lateinisch Gemma, (woraus der Begriff Gemme herrührt) der jugendliche Zustand eines Sprosses, in dem dessen Stängelglieder noch ganz kurz, die Blätter daran noch dicht zusammengedrängt und in ihrer Entwicklung ebenfalls noch wenig fortgeschritten sind. Jeder in der Fortbildung begriffene Spross, also jeder Stamm und jeder Zweig, endet daher in einer Knospe, genannt Gipfel-, Haupt-, End- oder Terminalknospe. Bei vielen Pflanzen bilden sich aber auch an der Seite des Stängels und zwar in den Achseln der Blätter regelmäßig Anlagen neuer Sprosse (Seiten- oder Achselknospen, lateinisch Gemmae laterales sive axillares).

## Stellung und Verteilung

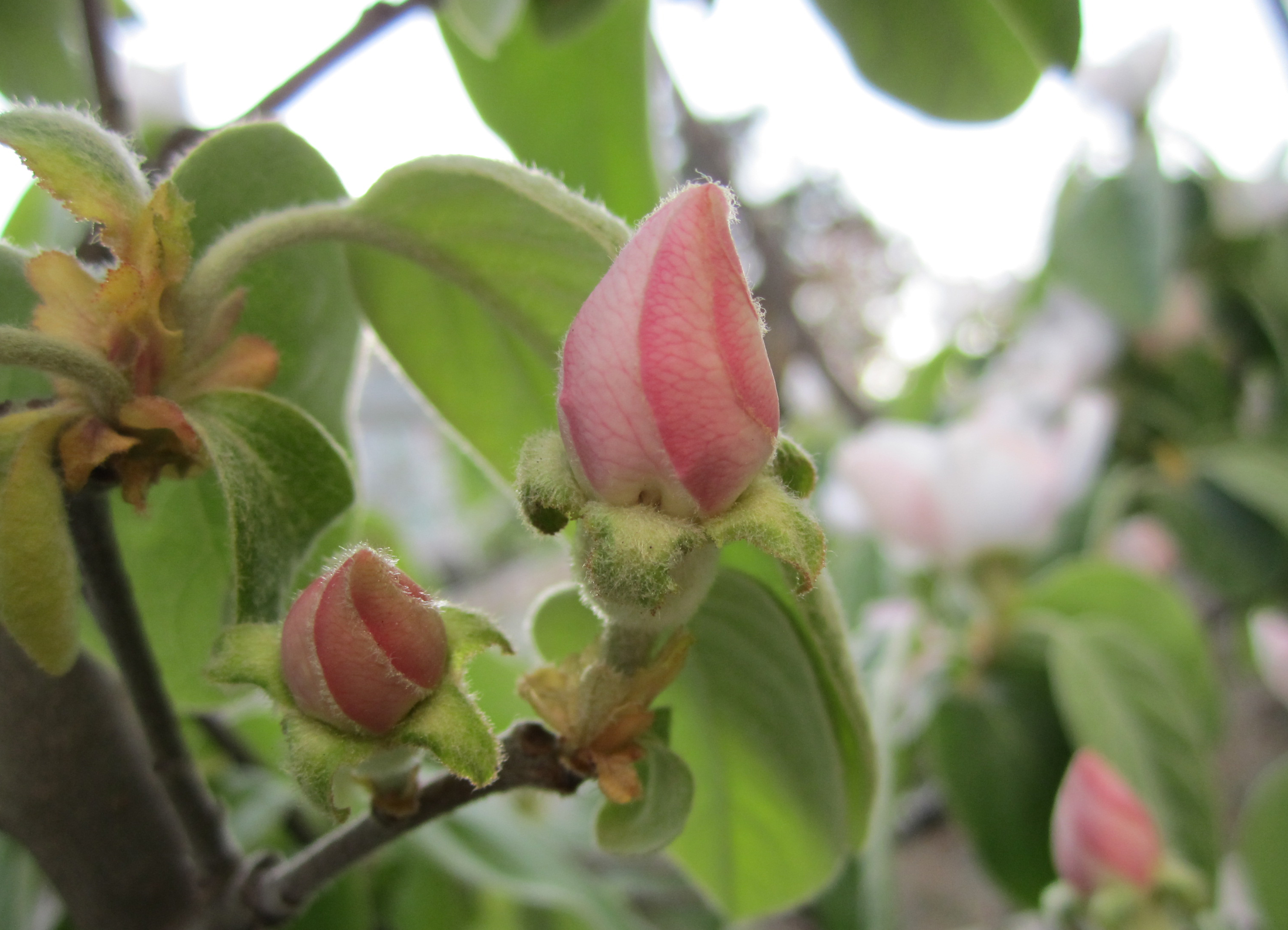
Blütenknospen der Quitte

Die Verteilung der Knospen am Stängel ist lediglich durch die Blattstellung bedingt, und das Blatt, das die Knospe in seiner Achsel trägt, heißt ihr Trag-, Stütz- oder Mutterblatt.
Meistens steht nur eine einzige Knospe in der Blattachsel, doch finden sich z. B. bei Lonicera noch eine oder mehrere unmittelbar über derselben; diese nennt man Neben- oder Beiknospen (Gemmae accessoriae). Die Achselknospen bedingen die normale Verzweigung des Stängels, weil jede zu einem neuen Zweig erwächst; darum ist auch die Stellung der Zweige von der Blattstellung des Muttersprosses abhängig, und folglich bleiben Stämme, die keine Seitenknospen entwickeln, auch unverzweigt (Palmen, Baumfarne). Andererseits schlägt auch bei manchen Pflanzen regelmäßig die Gipfelknospe fehl, und es übernimmt die zunächst darunter stehende Seitenknospe, die dann leicht mit einer wahren Endknospe verwechselt werden kann, die Fortsetzung des Zweigs.
Dies kommt besonders bei Holzgewächsen (Linde, Ulme, Hainbuche, Gemeine Hasel) vor; bei Flieder (Syringa) und Pimpernuss (Staphylea) endigt der gipfelknospenlose Zweig mit zwei gegenständigen Seitenknospen. 
Eigentliche Gipfelknospen haben z. B. Eiche, Rosskastanie, Pappel, Ahorn (Figur l) und Obstbäume. Je nach der Art des Sprosses, zu dem sich eine Knospe entwickelt, unterscheidet man: 
- Blattknospen (Gemmae follipara), wenn sie zu einem nur mit Blättern versehenen Spross werden,
- Tragknospen oder Fruchtaugen (Gemmae floripara), wenn sie einen blütentragenden Spross hervorbringen, und
- Blütenknospen (Gemmae florales s. Alabastra), die noch unentfaltete Blüte.

Bei allen Seitenknospen entsteht der Vegetationspunkt an der Oberfläche des Muttersprosses und zwar schon in der frühsten Periode, kurz nach oder fast gleichzeitig mit der Anlage des Tragblattes, wenngleich die vollständige Erstarkung der Knospe in ein späteres Alter des Sprosses fällt. Die so genannten zufälligen oder Adventivknospen (Gemmae adventitiae) bilden sich dagegen immer nur an schon entwickelten, oft ganz alten Pflanzenteilen, sind in ihrer Stellung ganz regellos, indem sie bald mehrzerstreut, bald haufenweise zum Vorschein kommen, wie besonders an alten Baumstämmen (Stockausschlag), und entstehen dann stets im Innern und zwar in der Kambiumschicht, so dass sie also die Rinde durchbrechen. Sie treten auch an den obersten, horizontal an der Bodenoberfläche hinlaufenden Wurzeln auf und bedingen dann einen Wurzelausschlag (Pappeln, Schlehen, Essigbaum, Sauerkirschen und auch bei manchen krautigen Pflanzen, wie Taraxacum, Gänsedisteln (Sonchus) u. a.); sogar auf Blättern entstehen sie bisweilen, besonders wenn dieselben in feuchte Erde gesteckt werden, wie bei den Begonien, den Hyazinthenblättern u. a., oder auch an nicht abgelösten Blättern, wie bei Cardamine.

## Aufbau

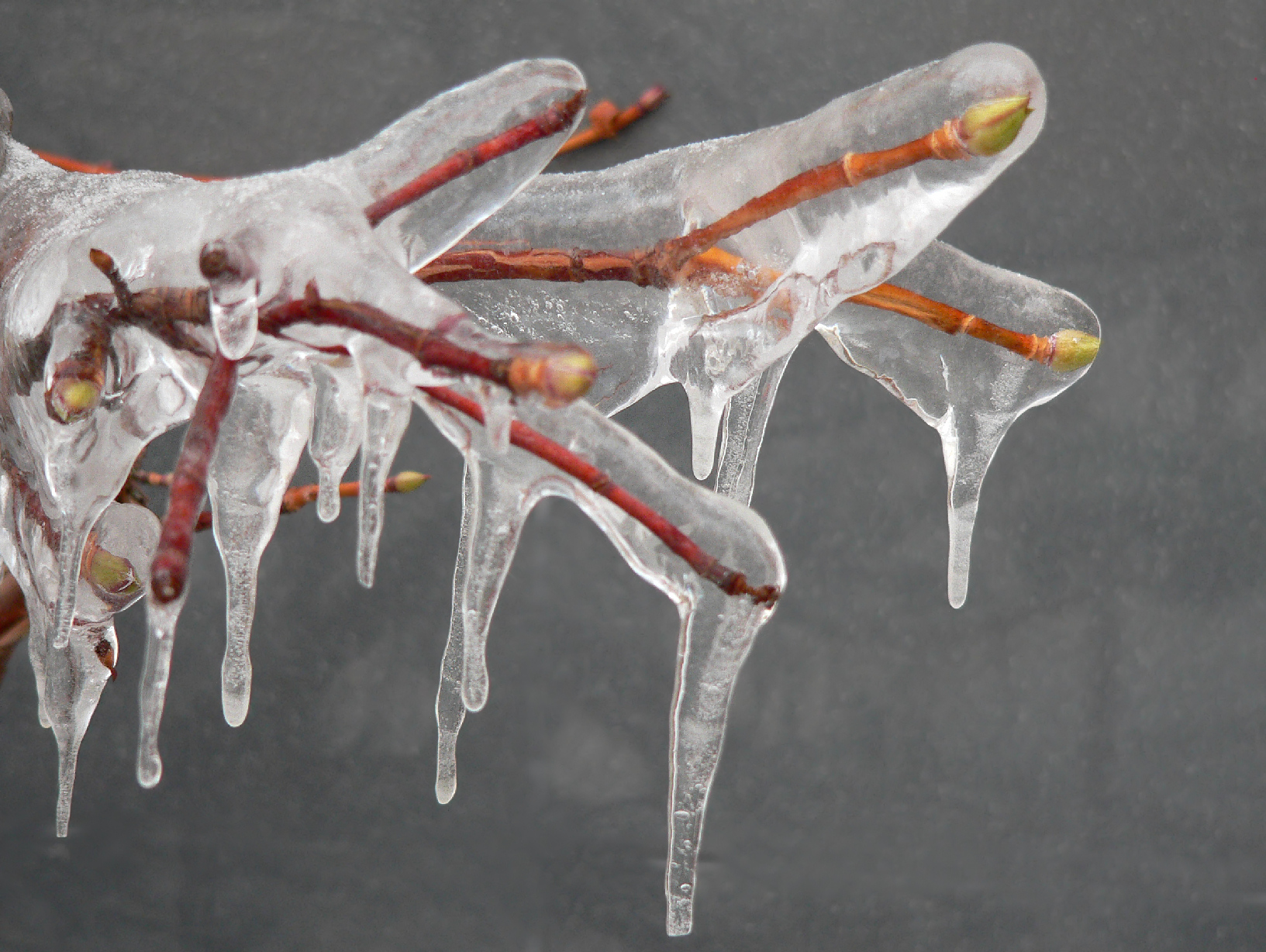
Knospen im Winter, von Eis umschlossen

An jeder Knospe unterscheidet man die Knospenachse, das heißt den noch ganz verkürzten Stängelteil, und die an dieser sitzenden, noch dicht aufeinander liegenden Blattorgane. Bei den Winterknospen unserer Holzgewächse sind die letzteren meist schuppenförmig, von mehr oder minder lederartiger Beschaffenheit und oft dunkler Farbe. Sie bedecken meist die Knospe vollständig und gewähren den zarteren, inneren Teilen einen Schutz gegen die Einflüsse der winterlichen Witterung (Knospendecken, Tegumenta; Knospenschuppen, Squamae s. Perulae); nach innen gehen sie in der Gestalt und Ausbildung allmählich in die Laubblätter über, die in der Knospe schon angelegt sind. Knospen, die keine Knospendecken besitzen und nur von den äußersten Laubblättern bedeckt sind, heißen nackte (Gemma nuda), z. B. beim Blutroten Hartriegel (Cornus sanguinea), Wolligen Schneeball (Viburnum lantana) und beim Faulbaum (Rhamnus frangula).
Häufig sind die äußeren Blattorgane der Knospe mit einem Überzug bekleidet, der den Schutz vor äußeren Einflüssen erhöht. So finden sich Haarbildungen (Gemma pubescens), noch häufiger ein klebriges, aus Harz oder Harz und Gummi bestehendes Sekret, das die Knospenschuppen miteinander verklebt und sie überzieht (Gemma glutinosa). Sowohl die Art, wie sich die Blätter der Knospe gegenseitig decken (Deckung, Ästivation), als auch die Lage des einzelnen Blattes in der Knospe (Knospenlage, Vernation) zeigen wichtige Eigentümlichkeiten.